# Adam Franz von Hartig
Adam Franz Graf von Hartig (* 25. März 1724 in Prag; † 15. November 1783 in Augsburg) war ein österreichischer Diplomat.
Er war der zweitgeborene Sohn des am 20. Februar 1719 in den böhmischen, am 10. März 1732 in den Reichsgrafenstand erhobenen Ludwig Josef Graf von Hartig (1685–1735) und der Maria Theresia Esther Putz von Adlersthurn (1686–1740).
Hartig war zunächst kurfürstlich böhmischer Gesandter, später kaiserlicher Minister beim fränkisch-schwäbischen Reichskreis und Reichstag in Regensburg, sowie Gesandter beim kurfürstlich-bayerischen Hof in München. Er war Präsident der kaiserlichen Gelehrtengesellschaft.
Am 16. Juni 1768 wurde Hartig, bisher nur dem böhmischen Grafenstand zugehörig, in den Reichsgrafenstand mit dem Titel „Hoch- und Wohlgeboren“ erhoben.
Hartig heiratete am 7. November 1752 Maria Theresia Gräfin von Kolowrat-Krakowsky (* 5. April 1731; † 7. April 1791) aus Radenin (Tábor, Böhmen). Sein Sohn war der Diplomat, Historiker, Dichter und Geograph Franz Anton von Hartig (1758–1797), und auch sein Enkel Franz Graf von Hartig (1789–1865) war ein österreichischer Diplomat und Publizist.